# Laserskanning

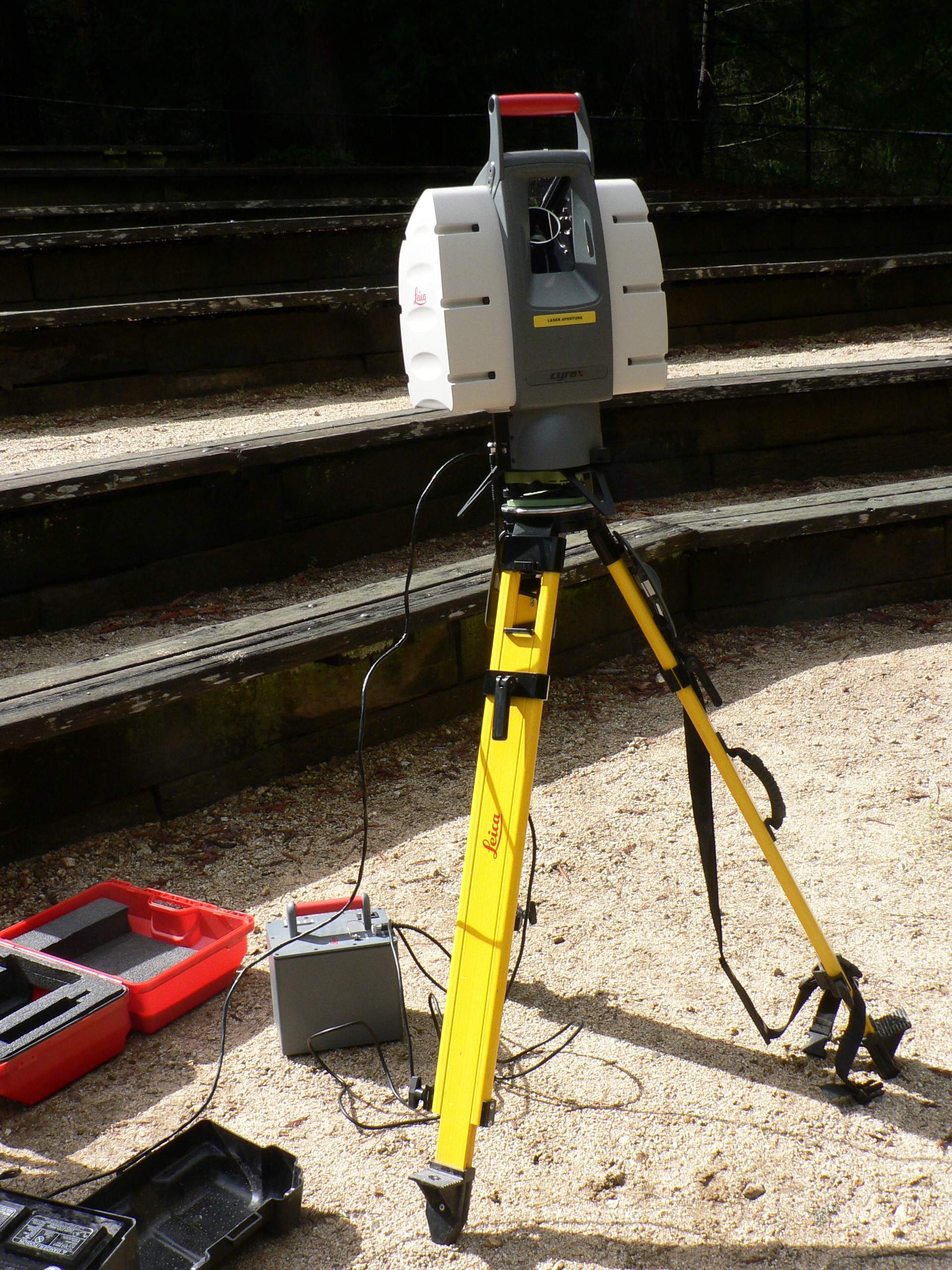
En laserskanner uppställd och redo för mätning.

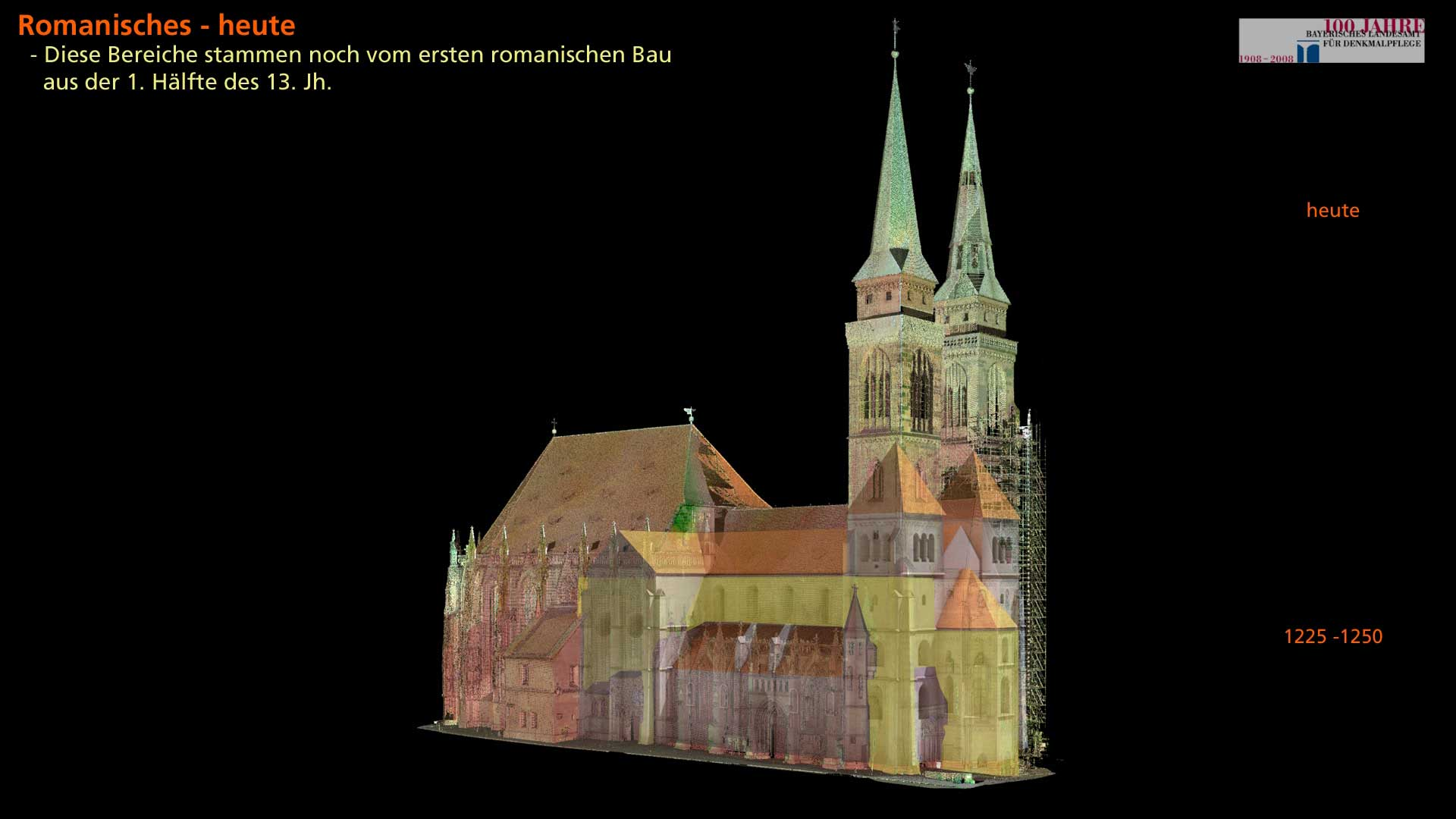
Ett punktmoln från flera laserskanningar runt om en kyrka tillsammans med en modell av hur kyrkan tros ha sett ut tidigare.

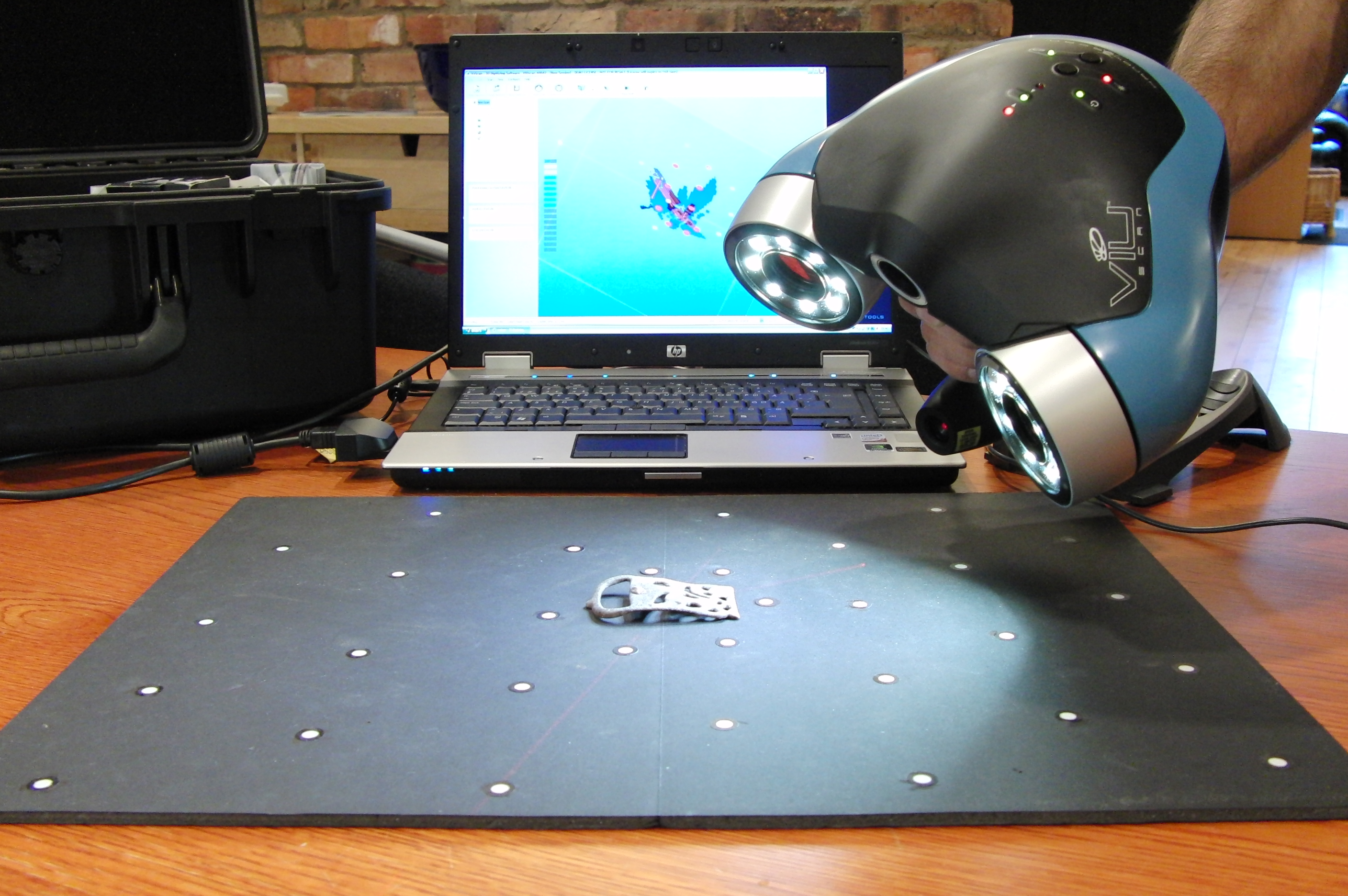
Framställning av en 3D-modell av ett föremål med en handhållen laserscanner. Den är även försedd med en kamera som förser modellen med en textur.

Laserskanning är en mätmetod som använder en laserstråle för att mäta avståndet mellan mätinstrumentet och ett mätobjekt.  Laserstrålen skannar eller sveper över ett förbestämt område och kan därigenom mäta avståndet till ett stort antal punkter i området.
Data från laserskanning är 3D-koordinatmätningar av ljusreflektioner från marken och andra föremål. Mätningarna kan göras med två olika principer: Time-of-flight eller continuous wave. Med time-of-flight-principen skickar lasern ut en kort puls av ljus och mäter tiden det tar för ljuset att komma tillbaka. Avståndet kan bestämmas genom att ljushastigheten är känd. Med continuous wave-principen skickar lasern ut kontinuerligt fasmodulerat ljus och mäter fasen hos det reflekterade ljuset. Avståndet kan bestämmas genom att fasen hos ljusen fungerar som ett fingeravtryck för den tid det sändes ut.

## Terrester och flygburen laserskanning
Laserskanning för framställning av kartor och ritningar med mera delas in i terrester laserskanning, som görs med ett instrument stående på marken, och flygburen laserskanning, som görs från flygplan eller helikopter.

### Terrester laserskanning
Terrester laserskanning används bland annat för bygg- och terrängmätning, där man ställer upp en laserskanner som själv mäter in avstånd och position av objekt i omgivningen och skapar en tredimensionell mätdatabas.  Databasen brukar ofta visualiseras som ett punktmoln där alla individuella inmätta punkter representeras av en punkt.  I regel har man med instrumentet fotograferat dess omgivning i samband med laserskanningen, varvid punkterna i punktmolnet kan färgläggas.  Ofta kan man sedan i den programvara som används röra sig runt i punktmolnet och även ofta mäta i det.  Ur databasen kan man sedan framställa ritningar kartor med mera.

### Flygburen laserskanning

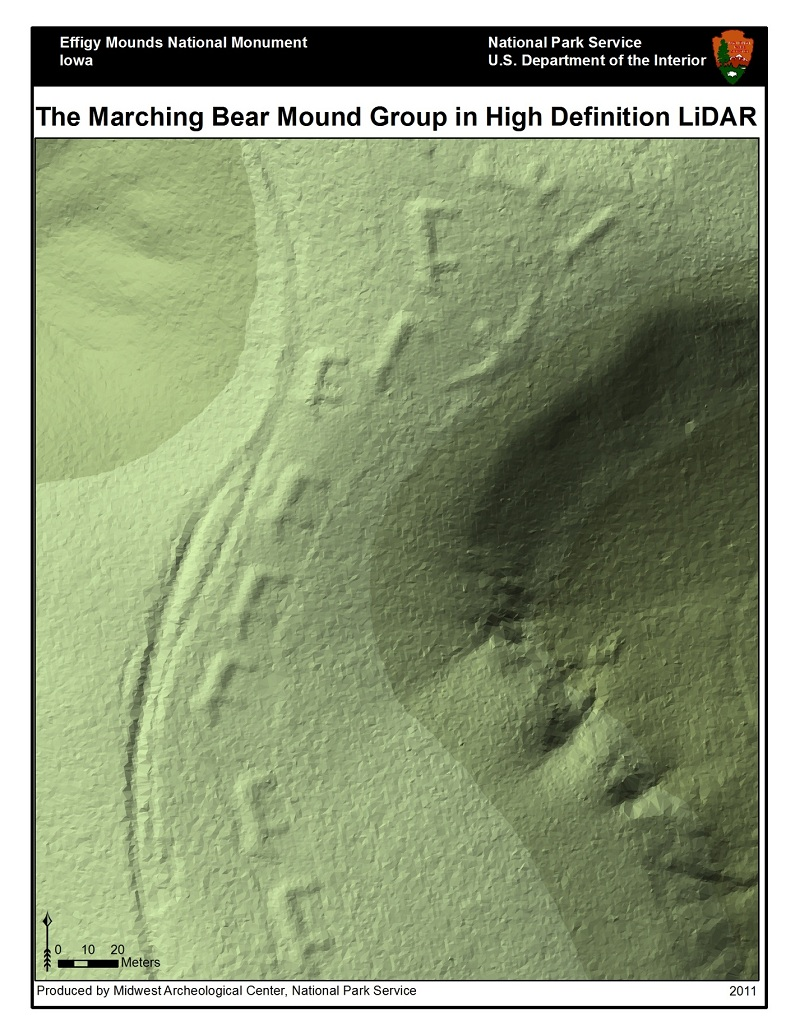
Fornlämningar i Effigy Mounds nationalmonument avbildade med hjälp av flygburen laserskanning.

Flygburen laserskanning används för att från luften mäta in terrängens variationer i höjd och objekt genom olika variationer i reflexionen. Positionen och orienteringen hos laserskannern mäts med GPS och tröghetsnavigering, och positionen hos varje reflektion kan bestämmas från avståndet och riktningen för den utsända laserpulsen. Laserskanningen orienteras mot stödpunkter på marken som identifieras vid efterbearbetning. Om flygplanet är utrustat med GPS-baserat navigeringssystem som samlar in GPS-rådata, kan denna användas för att förbättra orienteringen.
Den vanligaste typen av laserdata är diskreta laserreturer (dvs. punkter), vilket innebär att laserskannersystemet mäter den starkaste reflektionen eller de starkaste reflektionerna för varje utsänd puls. Punkttätheten (dvs. antalet laserreturer per ytenhet) beror på flyghöjd, hastighet, maximal vinkel för den utsända laserstrålen samt hur många pulser per sekund som laserskannersystemet sänder ut. 
Det har på senare år blivit allt vanligare att man genom flygburen laserskanning, ofta från helikopter, tar fram den höjdinformation som sedan används i kommunala kartor och vid projektering av vägar med mera.  Vid laserskanning från helikopter tar man dessutom ofta fram ortofoton.  I Sverige arbetar Lantmäteriet med att ersätta den nationella höjddatabasen med data från laserskanning från flygplan, den så kallade Nationella höjdmodellen.

### Flygburen laserskanning för skogliga skattningar
De senaste åren har flygburen laserskanning börjat användas för skoglig inventering. Laserskanningen mäter både mark och vegetation och därigenom kan skogens höjd och täthet bestämmas. Skogsskattningarna kan göras med så kallade areabaserade metoder eller genom att identifiera enskilda träd i laserdata.

#### Areabaserade metoder
Areabaserade metoder ger skattningar av skogliga variabler för vissa bestämda ytenheter, t.ex. 10x10 meter stora rasterceller. De skogliga variablerna är i detta fall medelvärden och summor, t.ex. virkesförråd per hektar eller medelstamdiameter. Resultatet kan presenteras som en karta med skattade värden. Metoderna bygger på korrelationen mellan skogliga variabler och variabler som kan beräknas från laserdata i rastercellerna. Den grundytevägda medelhöjden i skogen är t.ex. korrelerad med maxvärdet av höjden över marken för laserreturerna. Andra laservariabler kan vara andelen returer över en viss höjd, som säger något om tätheten på skogen, eller percentiler av höjden över marken. En percentil är det värde nedanför vilken en viss procent av mätningarna hamnar. Skogliga variabler kan skattas inom hela det laserskannade området genom att skapa modeller där fältmätta värden står som beroende av laservariablerna. För att ta fram modellerna behövs referensdata, dvs. skogliga variabler mätta i fält, t.ex. inom provytor. En vanlig metod är multipel regression, en parametrisk metod som beskriver sambanden med en matematisk modell. Ibland används istället icke-parametriska metoder där sambanden inte behöver följa en matematisk modell. Exempel på icke-parametriska metoder är Random Forests, kNN och k Most Similar Neighbours. Areabaserade metoder bygger på starka samband mellan skogliga variabler och laservariabler och fungerar med låg punkttäthet (ca 0,5 punkter/m2), men kräver mycket fältdata. Som tumregel behövs minst 30 provytor för multipel regression om skogen inte är alltför heterogen. För icke-parametriska metoder behövs i storleksordningen minst 100 provytor. För att täcka in mer varierad skog behövs fler provytor.
Lantmäteriet skannade under 2009–2015 hela Sverige utom fjällen med låg punkttäthet (0,5 punkter/m2). Det primära syftet var att skapa en ny nationell höjdmodell för marken, men laserdata är dessutom till nytta för skogsbruket. Skogsstyrelsen har tillsammans med Sveriges Lantbruksuniversitet (SLU) tagit fram skattningar av skogliga grunddata med hjälp av data från den nationella laserskanningen baserat på ett regeringsuppdrag. Resultatet är en rasterkarta för hela landet med 12,5×12,5 m2 pixlar eller rasterceller. Varje rastercell innehåller en skattning av virkesförråd, biomassa, grundyta, medeldiameter, samt medelhöjd. Referensdata har varit provytor från Riksskogstaxeringen. SLU utvecklar även metoder för att kombinera satellitbilder med laserdata. Optiska satellitbilder bidrar i det sammanhanget främst med information om trädslag, medan laserdata ger noggranna skattningar av medelhöjd och virkesförråd. De två datakällorna kompletterar varandra och kombinationen ger bättre resultat än varje datakälla för sig.

#### Enskilda träd-metoder
Med täta laserdata (> 5 punkter/m2) kan även enskilda träd urskiljas. Med hjälp av automatiserade metoder liknande bildanalys kan träden ringas in, så kallad segmentering. Detta görs ofta genom att först skapa en ytmodell, sedan identifiera toppar i ytmodellen och avgränsa området omkring varje topp till en trädkrona, ett så kallat segment. Enskilda trädmetoder utnyttjar mer av 3D-informationen i laserdata och ger mer information än areabaserade metoder, men kräver högre punkttäthet och mer avancerade algoritmer. Ett vanligt sätt att skapa en ytmodell är att utgå från de högsta laserreturerna i små rasterceller, t. ex. 0,5× 0,5 m2. Detta ger en ytmodell där trädtopparna syns för en stor del av träden. En nyare metod är att anpassa tredimensionella mallar av trädkronor i form av ellipsoider direkt till laserdata och skapa en ytmodell där ”höjden” utgörs av korrelationen, dvs. hur väl mallen passar i varje rastercell. Fördelen med detta är dels att mer information i laserdata utnyttjas eftersom inte bara de högsta laserreturerna används och dels att ytmodellen bygger på kunskap om former och proportioner hos trädkronorna.
Ytmodeller beskriver endast det högsta skiktet i skogen. Täta laserdata innehåller även mätningar från träd och buskar under det högsta skiktet och därför har metoder utvecklats för att avgränsa trädkronor i tre dimensioner direkt från laserreturerna. Metoderna bygger på att hitta grupper eller kluster av laserreturer. Det är vanligt att utgå från en ytmodell för att få initiala positioner för de högsta träden och en uppskattning av totala antalet träd. Genom att använda modeller av trädkronor även i detta fall kan kunskap om former och proportioner hos trädkronorna utnyttjas.
Enskilda trädmetoder ger mer information än areabaserade metoder om t. ex. diameterfördelningen, speciellt om fältmätningar för enskilda träd finns. I idealfallet ska varje träd ge upphov till ett segment. I praktiken omfattar dock en del av segmenten flera träd. Det kan vara träd som står tätt intill varandra och vars kronor går in i varandra. Om segmenteringen görs utifrån en ytmodell kan som tidigare nämnts endast träden i det högsta skiktet avgränsas. För att de skogliga skattningarna ska bli korrekta kan man koppla fältmätningar av enskilda träd till segmenten. För varje segment kan noll, ett eller flera träd kopplas. Med hjälp av egenskaper hos segmentet, t. ex. vidden relativt höjden, kan man sedan skatta antalet träd och egenskaper hos träden. En annan fördel är att trädslagsklassificering kan göras för enskilda träd, vilket är speciellt användbart i blandskogar. Proportionerna hos trädkronorna skiljer sig åt mellan olika trädslag liksom storlek, form och reflektans hos löven eller barren. Detta medför att olika trädslag ger olika geometriska egenskaper för segmenten som härleds från laserdata och olika intensitet hos det reflekterade laserljuset. Genom att koppla segmenten till fältmätta träd med kända trädslag kan man skaffa information om dessa egenskaper som sedan kan användas för att klassificera trädslagen för segment i områden utan fältmätningar. 

## Laserskanning av mindre objekt
För mätning av objekt med komplicerade former och för framställning av mindre 3D-modeller finns det även andra typer av laserskannrar, bland annat handhållna.

## Fotnoter
1. ↑  Burman, Helén (2000) (på engelska). Calibration and orientation of airborne image and laser scanner data using GPS and INS. Trita-GEOFOTO, 1400-3155 ; 2000:11Fotogrammetriska meddelanden, 0071-8068 ; 69. Stockholm: Tekniska högsk. Libris 7614736. ISBN 91-7170-565-1
2. ↑  ”Ny nationell höjdmodell - Presentation”. Lantmäteriet. 21 okt 2009. Arkiverad från originalet den 1 maj 2010. https://web.archive.org/web/20100501211610/http://www.lantmateriet.se/templates/LMV_Page.aspx?id=15128. Läst 13 mars 2010.
3. ↑  ”NATIONELL HÖJDMODELL - Nyhetsbrev”. Lantmäteriet. 22 januari 2014. https://geoforum.se/images/stories/nyheter/nh-nyhetsbrev-2014-1.pdf. Läst 23 juni 2014.
4. ↑  ”Vanliga frågor om nationella höjdmodellen”. Lantmäteriet. http://www.lantmateriet.se/sv/Kartor-och-geografisk-information/Hojddata/Vanliga-fragor-om-nationella-hojdmodellen/. Läst 23 juni 2014.[död länk]